# Ignatius av Konstantinopel

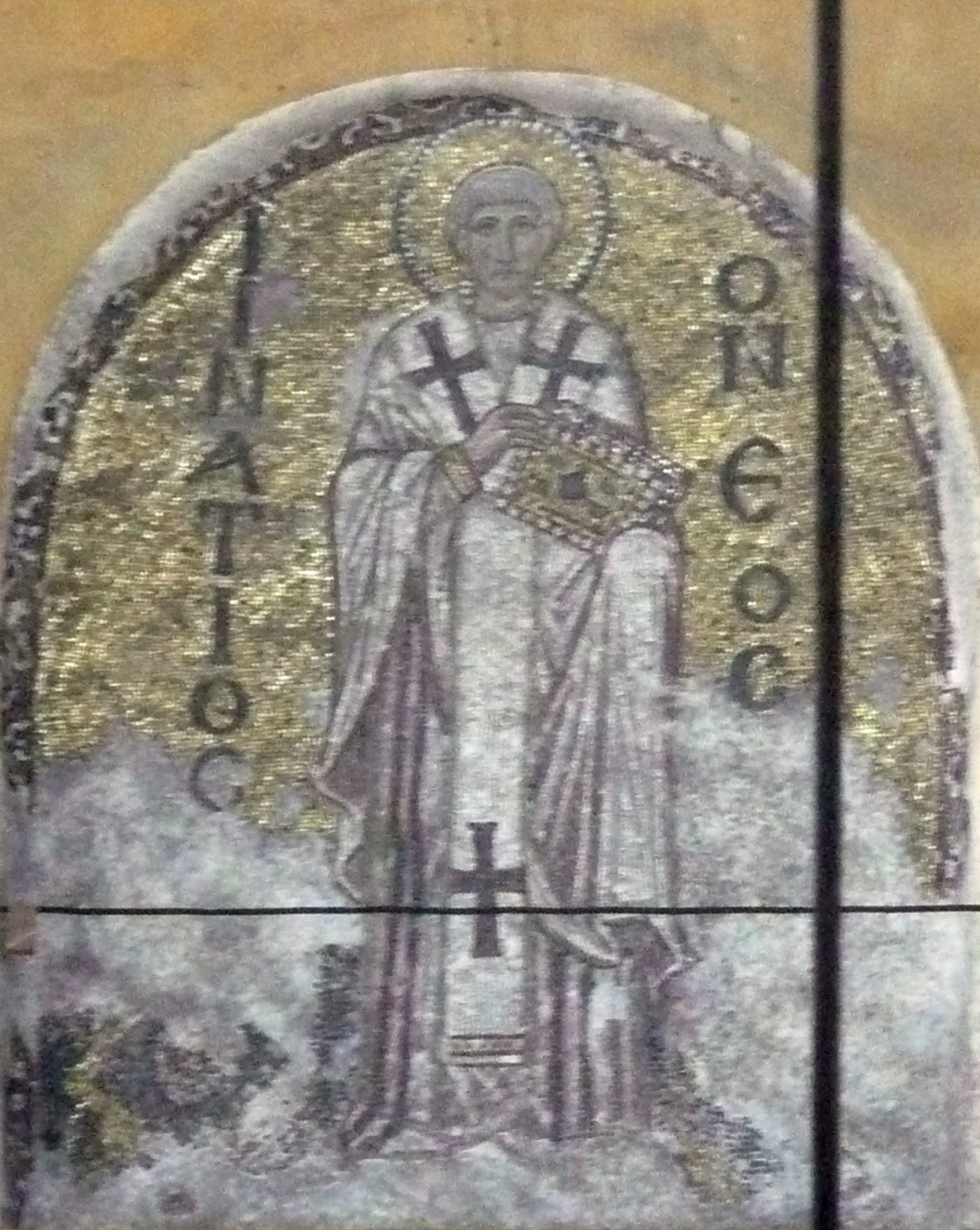
Ignatius av Konstantinopel.

Ignatius var patriark av Konstantinopel mellan 846 och 857 samt från 867 till sin död 877.